# 何首伦
何首伦（1926年—2013年9月26日），男，奉天（今辽宁）海城人，中华人民共和国政治人物，曾任黑龙江省人民政府副省长，黑龙江省人大常委会副主任，第八届全国人大代表。